# Laomedon
Laomedon (także Laomedont, gr. Λαομέδων Laomédōn, łac. Laomedon) – w mitologii greckiej król Troi, syn Ilosa i Eurydyki.
Miał dwie żony – Strymo (lub Rhoeo) i Leukippe. Był ojcem ośmiorga dzieci: Priama, Astyoche, Lampusa, Hiketaona, Klytiusa, Killi, Proklii, Etilli, Klitodora i Hezjone. Miał również nieślubnego syna – Bukoliona z nimfą Abarbareą.

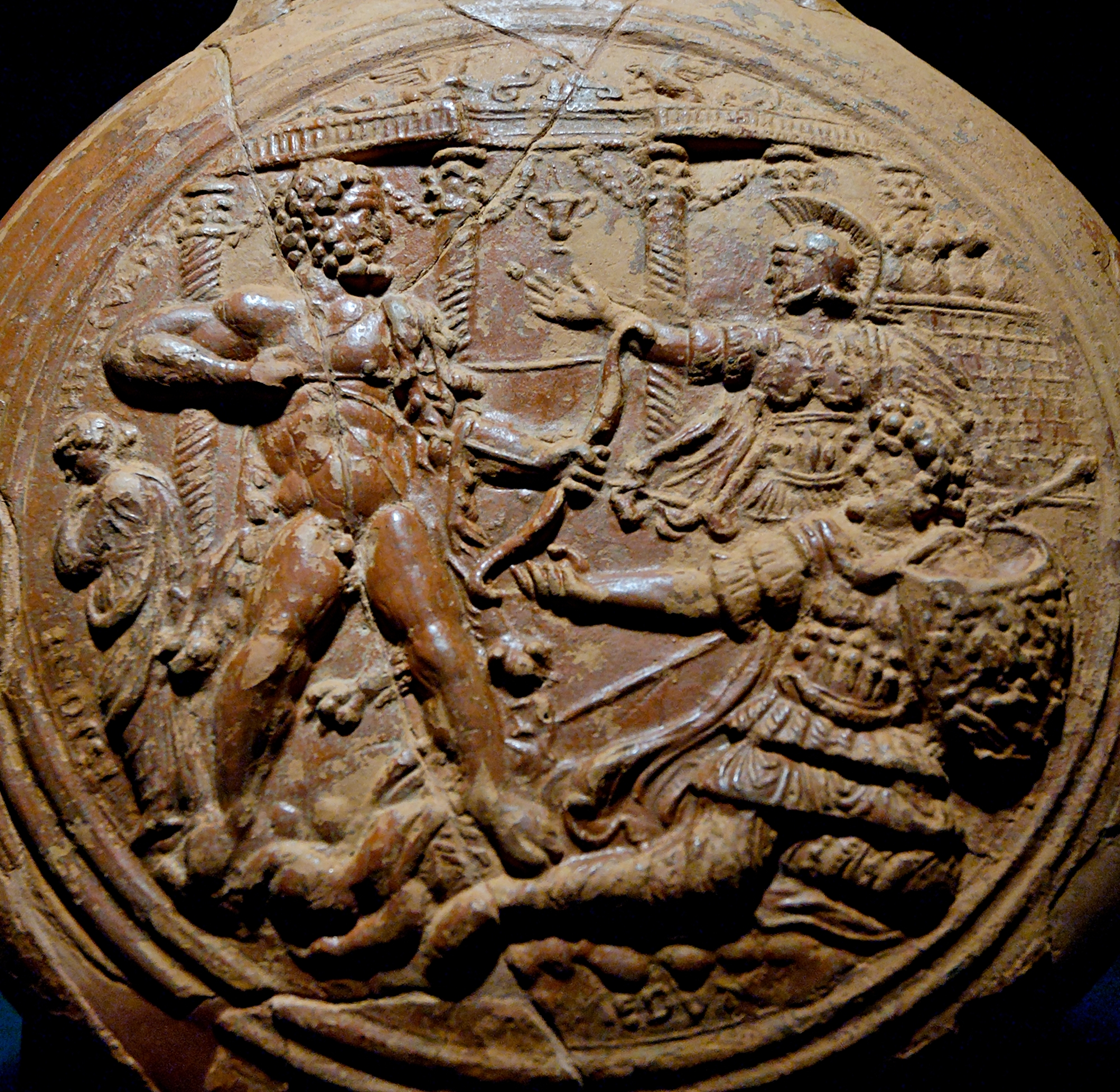
Medalion przedstawiający Heraklesa zabijającego Laomedona; po prawej stronie stoi Hezjone

Bogowie Apollo i Posejdon pomagali mu w budowie muru wokół miasta. Kiedy Laomedon odmówił należnej bogom zapłaty, Apollo zesłał na kraj zarazę, a Posejdon morskiego potwora, któremu Trojanie musieli składać ofiary z ludzi. Kiedy w ofierze miała być złożona córka Laomedona – Hezjone, wezwany na pomoc Herakles zgodził się zabić potwora w zamian za rumaki, które król otrzymał od Zeusa. Po uśmierceniu bestii Laomedon odmówił jednak wydania herosowi nagrody. Rozgniewany Herakles zabił króla, zniszczył Troję, zaś Hezjone uprowadził jako brankę.